# Борборема (Параиба)
Борборема (порт. Borborema)  —  муниципалитет в Бразилии, входит в штат Параиба. 
Составная часть мезорегиона Сельскохозяйственный район штата Параиба. Входит в экономико-статистический  микрорегион Брежу-Параибану. Население составляет 5134 человека на 2006 год. Занимает площадь 25,984 км². Плотность населения — 197,6 чел./км².

## Статистика
- Валовой внутренний продукт на 2003 год составляет 20 366 321,00 реалов (данные: Бразильский институт географии и статистики).
- Валовой внутренний продукт на душу населения на 2003 год составляет 4116,07 реалов (данные: Бразильский институт географии и статистики).
- Индекс развития человеческого потенциала на 2000 год составляет 0,600 (данные: Программа развития ООН).